# Fechtel
Fechtel is een Duits historisch merk van motorfietsen.
De bedrijfsnaam was: Motorradfabrik Heinrich Fechtel, Gütersloh.
Dit was een kleine Duitse fabrikant die Hansa 150- en 198cc-kopklepmotoren in eigen frames bouwde.
Toen Heinrich Fechtel in 1923 begon te produceren, deden honderden andere kleine bedrijven hetzelfde. Ze konden geen dealernetwerk opbouwen en alleen in de eigen regio hun producten afzetten. Bovendien was de concurrentie groot, temeer omdat grotere bedrijven zoals BMW en Zündapp zich ook op de motorfietsmarkt begonnen te richten. In 1925 stopten ruim 150 Duitse merken hun productie en dat gold ook voor Fechtel.